# Список провинций Коста-Рики по индексу человеческого развития
Это список провинций Коста-Рики по индексу человеческого развития.
| Место                          | Провинция                      | ИЧР 2017                       | Сравнимая страна               |
| Очень высокий уровень развития | Очень высокий уровень развития | Очень высокий уровень развития | Очень высокий уровень развития |
| ------------------------------ | ------------------------------ | ------------------------------ | ------------------------------ |
| 1                              | Эредия                         | 0.826                          | Аргентина                      |
| 2                              | Сан-Хосе                       | 0.810                          | Румыния                        |
| 3                              | Картаго                        | 0.804                          | Уругвай                        |
| Высокий уровень развития       |                                |                                |                                |
| 4                              | Алахуэла                       | 0.795                          | Сейшельские Острова            |
|                                | Коста-Рика                     | 0.794                          | Турция                         |
| 5                              | Гуанакасте                     | 0.773                          | Мексика                        |
| 6                              | Пунтаренас                     | 0.758                          | Азербайджан                    |
| 7                              | Лимон                          | 0.752                          | Китай                          |